# 科爾肯查
科爾肯查是玻利維亞的城鎮，位於該國西部，由拉巴斯省負責管轄，距離首府拉巴斯68公里，海拔高度3,989米，每年平均降雨量3,989毫米，2012年人口3,107。

## 外部連結
- Instituto Nacional de Estadistica de Bolivia

16°56′S 68°15′W / 16.933°S 68.250°W